# Центральный железнодорожный вокзал Янгона
Центральный железнодорожный вокзал Янгона (бирм. ရန်ကုန် ဘူတာကြီး) — железнодорожный вокзал в Янгоне (Мьянма), расположен в городском районе Мингала. Входит в список наследия города Янгон.

## Описание
Крупнейший железнодорожный вокзал в стране и основной узел железнодорожной сети Myanmar Railways протяженностью 5031 км, которая охватывает Верхнюю Мьянму (Нейпьидо, Мандалай, Шуэбо), пригороды (Мьичина), шанские холмы (Таунджи, Кало) и побережье Танинтайи (Моламьяйн, Е).
Станция была впервые построена в 1877 году англичанами, но разрушена ими в 1943 году при отступлении от японских войск. Современная станция, спроектированная в традиционном бирманском архитектурном стиле, с заметным использованием местных многоярусных крыш, называемых пятхат, была завершена в 1954 году по проекту Хла Твина. В 1996 году Центральный железнодорожный вокзал внесён в список наследия города Янгон.

## История

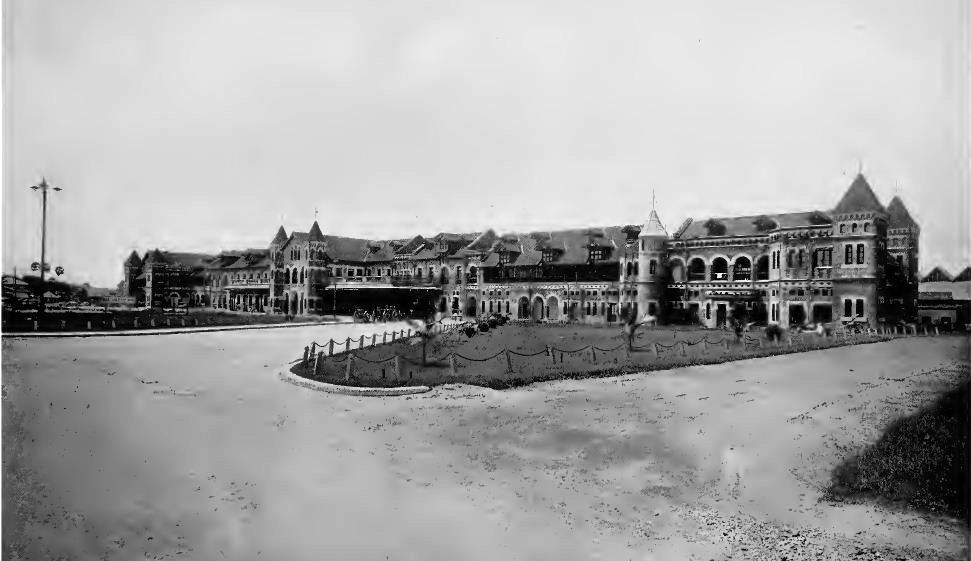
Бывший терминал центрального железнодорожного вокзала Янгона, 1880-е годы.

Центральный железнодорожный вокзал Янгона был впервые построен в 1877 году британцами для поддержки первой железнодорожной линии Бирмы от Янгона до Пьи. Станция располагалась на южной стороне железнодорожного вокзала в верхнем блоке улицы Фейр (ныне улица Пансодан) в центре города. Здание было выполнено в британском викторианском стиле, а подъездные пути были окаймлены зелёными лужайками, что побудило местных жителей восхвалять сооружение как Сказочную станцию.
Станция стала излюбленной целью японских бомбардировщиков во время Второй мировой войны. В 1943 году вокзал был разрушен британскими войсками, отступавшими в Индию.
После войны станция была перестроена по проекту инженера Хла Твина на основе традиционной бирманской архитектуры. Площадь нового здания составила 5 110 м². К северу были лужайки, сады и широкие подъездные пути. Новый проект был одобрен 7 мая 1946 года и строительство началось в январе 1947 года инженером У Тином и завершено в мае 1954 года. Церемония открытия состоялась 5 июня 1954 года.

## Галерея

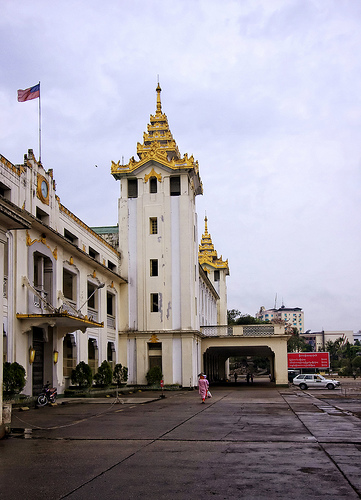
Вокзал Янгон
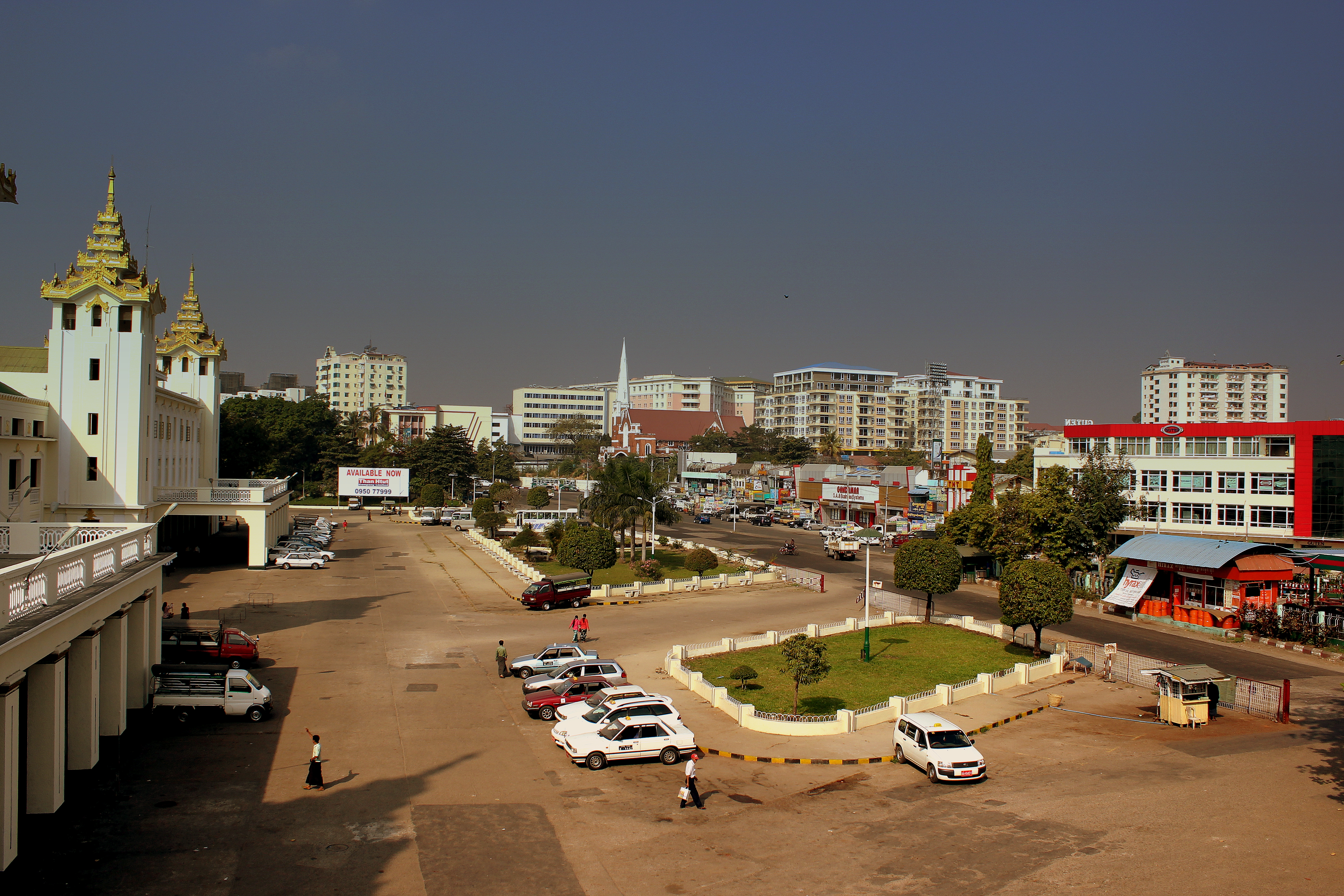
Вокзальная площадь
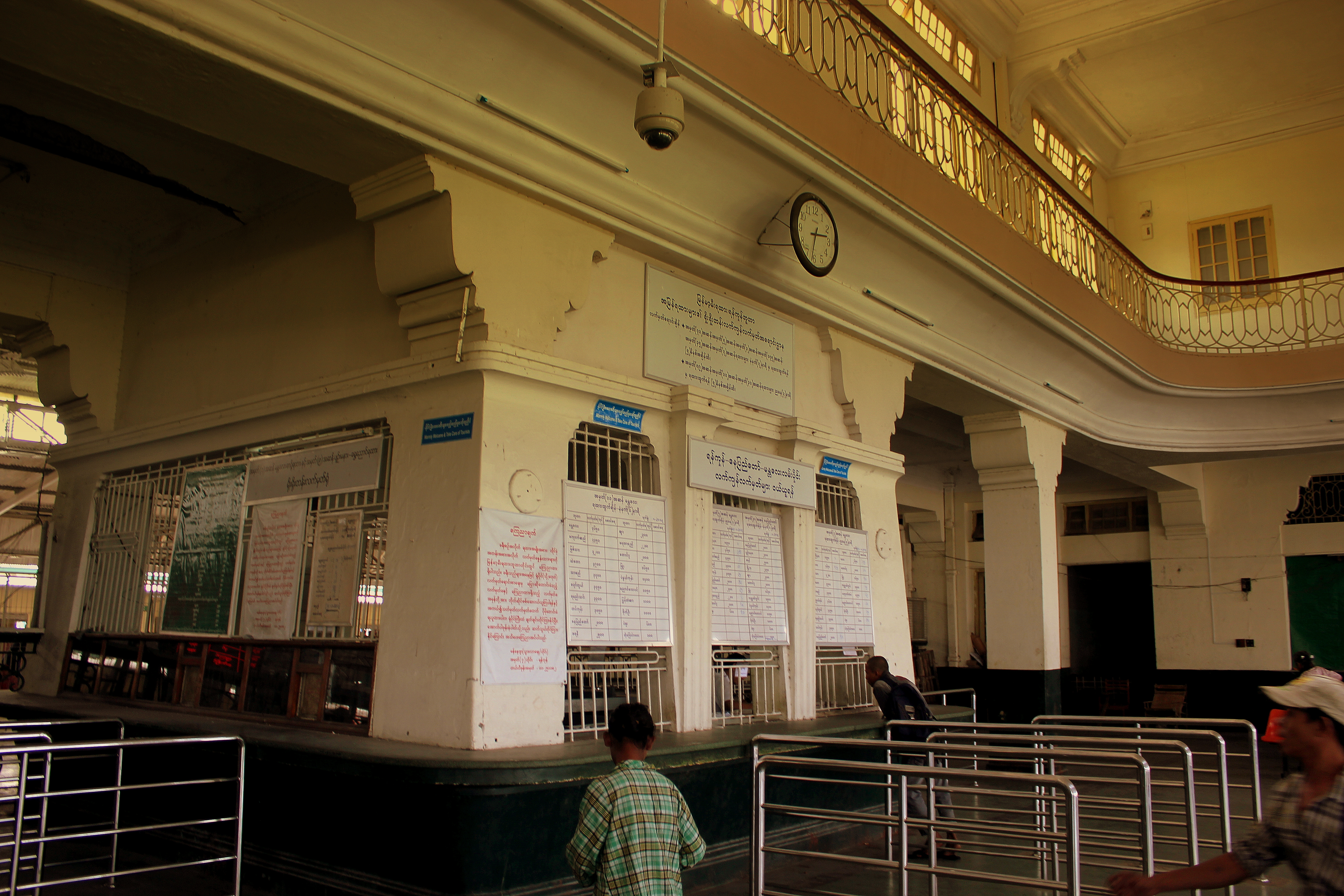
Интерьер вокзала
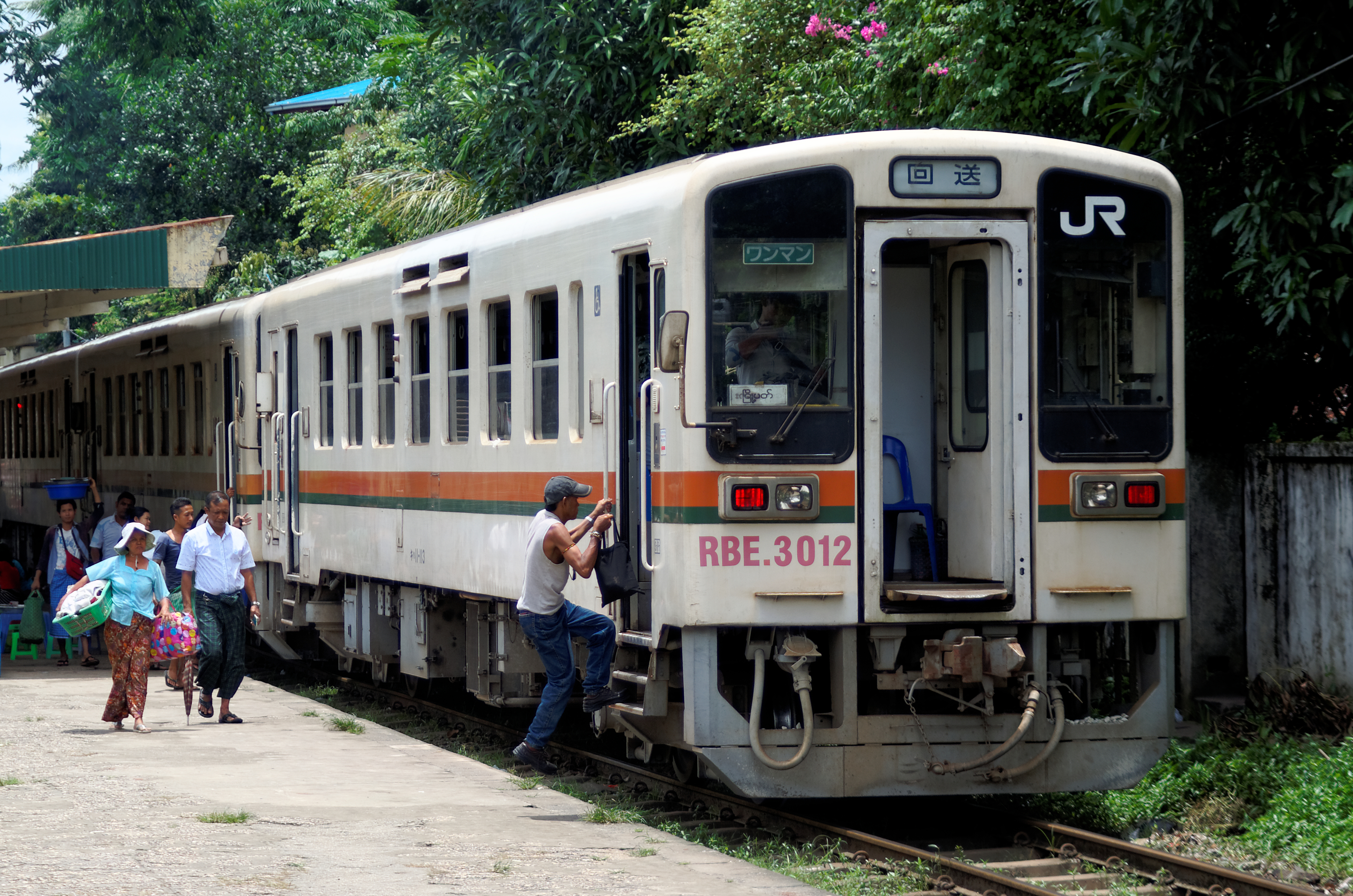
Бывшая электричка Янгонской окружной железной дороги
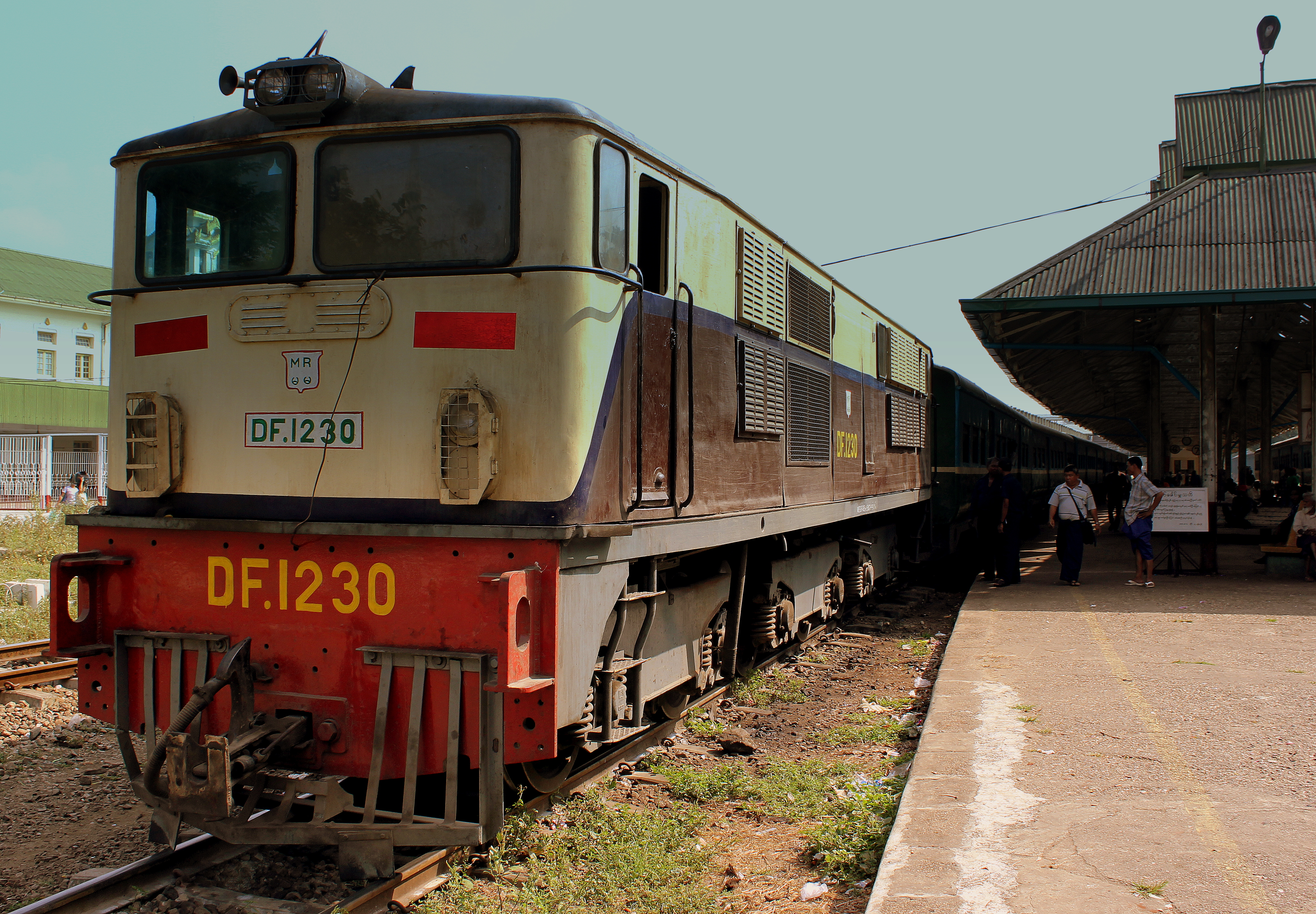
На станции Янгон